# Crta zamrzavanja (astrofizika)
Crta zamrzavanja, crta smrzavanja, crta snijega, crta leda, crta zaleđivanja, u astrofizici, udaljenost od Sunčeve (zvjezdane) maglice od središnjeg protozvijezde (npr. protosunca) gdje je dovoljno hladno da se volatilni sastojci poput vode, amonijaka, metana, ugljiva dioksida, ugljikova monoksida kondenziraju u kruta ledena zrna. Različiti volatili su različitih kondenzacijskih temperatura pri različitim parcijalnim tlakovima (stoga su različite gustoće) u protozvjezdanoj maglici, pa im respektivne crte zamrzavanja variraju. Aktualne temperatur i udaljenosti za sniježnu crtu vodenog leda ovise o fizikalnom modelu primijenjenog za izračunavanje i o teorijskom modelu solarne maglice: 
- 170 K na 2,7 AU (Hayashi, 1981.)[1]
- 143 K na 3,2 AU do 150 K na 3 AU (Podolak and Zucker, 2010)[2]
- 3,1 AU (Martin i Livio, 2012.)[3]
- ≈150 K za zrna μm-ske veličine i ≈200 K za tijela kilometarske veličine (D'Angelo i Podolak, 2015.)[4]